# Portada/article agost 2

## Tuberculosi
La tuberculosi és una malaltia infecciosa comuna i sovint mortal causada per micobacteris, principalment Mycobacterium tuberculosis. Sol atacar els pulmons però també pot afectar el sistema nerviós central, el sistema limfàtic, el sistema circulatori, el sistema genitourinari, el sistema gastrointestinal, els ossos, les articulacions i fins i tot la pell.
La distribució de la tuberculosi no és uniforme arreu del món; aproximadament el 80% de la població de molts països asiàtics i africans donen positiu en les proves de la tuberculina, mentre que només 5-10% de la població dels Estats Units dona positiu. L'any 2014 es detectaren 1.147 casos de tuberculosi a Catalunya, cosa que en aquell temps significava una incidència de 15,1 casos per cada 100.000 habitants. El mateix any, n'hi hagué 133 a les Balears, i 424 al País Valencià.